# Bronte Campbell
Bronte Campbell (n. 14 mai 1994, Blantyre, Malawi) este o înotătoare ce a reprezentat Australia, medaliată olimpică. A participat la 3 ediții ale Jocurilor Olimpice (2012, 2016, 2020) în care a câștigat o medalie de aur.